# Summoner 2
Summoner 2 – komputerowa gra fabularna wyprodukowana przez Volition, Inc. i wydana przez THQ. Produkcja została wydana 23 września 2002 roku na PlayStation 2. Jest to kontynuacja Summonera.